# The Progressive Blues Experiment
| Оценки критиков | Оценки критиков |
| Источник        | Оценка          |
| --------------- | --------------- |
| Allmusic        | [ 1 ]           |
| Rolling Stone   | (смешанный)     |

The Progressive Blues Experiment — дебютный студийный альбом Джонни Винтера. Первоначально он был выпущен в 1968 году на лейбле Sonobeat Records, но когда Винтер подписал контракт с Columbia Records, права были переданы лейблу Imperial Records, который переиздал альбом в 1969 году.
Альбом был записан группой Винтера в формате трио и включал в себя кавер-версии песен Би Би Кинга («It’s My Own Fault»), Сонни Боя Уильямсона («Help Me») и Слима Харпо («I Got Love If You Want It»).
В 2005 году альбом был переиздан лейблом Capitol Records.

## Список композиций
1. «Rollin' and Tumblin'[англ.]*» (Маккинли Морганфилд) — 3:12
2. «Tribute to Muddy» (Джонни Винтер) — 6:21
3. «I Got Love If You Want It» (Джеймс Мур) — 3:54
4. «Bad Luck and Trouble» (Джонни Винтер) — 6:21
5. «Help Me[англ.]» (Санни Бой Уильямсон, Вилли Диксон, Ральф Басс) — 3:49
6. «Mean Town Blues» (Джонни Винтер) — 4:28
7. «Broke Down Engine» (Энди Фернбач) — 2:49
8. «Black Cat Bone» (Джонни Винтер) — 3:48
9. «It’s My Own Fault» (Би Би Кинг, Джеймс Тоб) — 7:21
10. «Forty-Four[англ.]» (Честер Бёрнетт) — 3:30

## Участники записи
- Джонни Винтер — гитара (акустическая, электрическая и слайд), губная гармоника, мандолина, вокал
- Анкл Джон Тёрнер — ударные, перкуссия
- Томми Шэннон[англ.] — бас-гитара